# Leptacis obscuripes
Leptacis obscuripes är en stekelart som beskrevs av William Harris Ashmead 1894. Leptacis obscuripes ingår i släktet Leptacis och familjen gallmyggesteklar. Inga underarter finns listade i Catalogue of Life.